# Juan Francisco Torres
Juan Francisco Torres (født 9. januar 1985 i Crevillent), kendt som "Juanfran", er en professionel fodboldspiller fra Spanien der spiller som forsvars- og midtbanespiller. Han har siden januar 2011 været på kontrakt med Atlético Madrid, der spiller i La Liga.
Han fik debut for Spaniens fodboldlandshold den 26. maj 2012.

## Karriere
Juanfran blev født i Crevillent ved Alicante. Han fik sin fodboldopvækst i klubben Kelme CF og Real Madrids ungdomsakademi. Han fik sin debut for Reals førstehold den 24. januar 2004, hvor han blev indskiftet 15 minutter før tid i en kamp mod Villarreal CF. Før dette havde han spillet over 50 kampe for klubbens andethold. I sæsonen 2005-06 blev han udlejet til RCD Espanyol.
Efter opholdet i Espanyol blev Juanfran i sommeren 2006 købt af CA Osasuna. I de efterfølgende 4 og en halv sæsoner spillede han 148 ligakampe og scorede 12 mål for klubben. Den 11. januar 2011 blev Osasuna og Atlético Madrid enige om en transfer på 30 millioner kroner, og Juanfran skiftede til Madrid-klubben på kontrakt der var gældende indtil 30. juni 2015. I maj 2012 var han med til at vinde UEFA Europa League.

### Landshold
Han debuterede 26. maj 2012 for Spaniens fodboldlandshold i en kamp mod Serbien. Dagen efter blev han af landstræner Vicente del Bosque udtaget til Europamesterskabet i fodbold, der skulle spilles i Ukraine og Polen. Før dette havde han spillet 31 kampe for forskellige ungdomslandshold.

## Titler
- U19 Europamester med Spanien (2004)
- Copa del Rey vinder med Espanyol (2006)
- UEFA Europa League vinder med Atlético Madrid (2012)
- Spansk mester med Atletico Madrid (2014)